# كوسكيون (قرطبة)
كوسكيون، قرطبة (بالإسبانية: Cosquín, Córdoba)‏ هي منطقة سكنية تقع في الأرجنتين في Punilla Department. يقدر عدد سكانها بـ 57,685 نسمة وترتفع عن سطح البحر 719 متر.

## أعلام
- باولو روزاليس